# Ферово
Ферово — деревня в Великолукском районе Псковской области России. Входит в состав сельского поселения «Пореченская волость».
Расположена на западном побережье Пореченского озера, в 32 км к югу от райцентра Великие Луки и в 2 км к северу от волостного центра Поречье.

## Население
Численность населения деревни по состоянию на 2000 год составляла 2 жителя, на 2010 год — 3 жителя.